# Wladimir Argoutinsky-Dolgoroukoff
Wladimir (Vartan) Nikoghayos Argoutinsky-Dolgoroukoff (24 mars (5 avril), 1874, Tiflis - 9 décembre 1941, 8e arrondissement de Paris), prince arménien de l'empire russe, diplomate, artiste, collectionneur d'art et bienfaiteur national de l'empire russe. C'est un membre de la Dynastie des Argoutinsky-Dolgoroukoff.

## Jeunes années
Wladimir Argutinsky-Dolgorukov était le fils du prince et maire de Tiflis, Nicolas Barseghyan Argoutinsky-Dolgoroukoff. 
Il étudie à l'Université de Saint-Pétersbourg, et y côtoie et des personnalités comme le compositeur Piotr Ilitch Tchaïkovski , et son frère Modeste, chez qui il était pendant ses études. Il fait également la connaissance d'Anton Chekhov, à qu'il envoie ses récits pour avoir son avis qui faisait autorité.
La semaine du 23 octobre 1901, il arrive à Londres pour continuer ses études à la faculté de droit de l'Université de Cambridge ,.

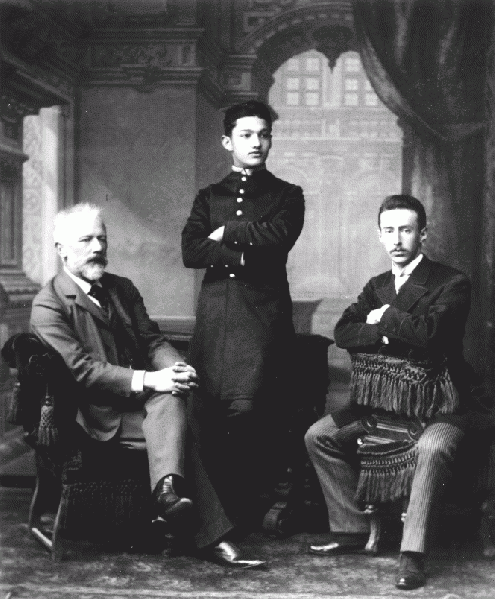
Vladimir Argutinsky-Dolgoruky (centre) avec Pyotr Tchaïkovski (gauche) et Nikolai Konradi (droite).
Photo de V. Barkanov à Tiflis, en 1890

## Diplomate et collectionneur
Au cours de sa carrière diplomatique de 1898 à 1912 il faisait partie des organisateurs de « La Russian Season » à Paris.
Il était membre du cercle « World of Art ». Il recueillit une grande collection de toiles, dessins, objets en porcelaine et autres antiquités, et possédait dans son appartement d'excellents tableaux, portraits et natures mortes des XVIIe et XVIIIe siècles.
Depuis sa création en 1907, il collabore avec le musée du vieux Saint-Pétersbourg, qui sera plus tard remplacé par le Musée d'État d'histoire de Saint-Pétersbourg.
En tant que membre de l'Union des architectes et des artistes, il a dirigé pendant un certain temps un comité spécial chargé d'étudier et de décrire Saint-Pétersbourg. La Commission était composée de Alexander Benoah, Ivan Fomin, Vladimir Pokrovski, Nikolay Vangel, Nikolai Lansen, Vladimir Kouratov, Vladimir Shukon, P. Veyer et Alexander Gausch.
En 1910, il devient membre de l'Union des antiquités et des monuments de la protection de la Russie. Il était membre du conseil des musées russes et, en 1918-1919, il supervisait le département des peintures de l'empire.
En 1911, en Russie, il met a la disposition de la Société des Architectes de Saint-Pétersbourg une grande partie de sa riche collection de gouaches, d'aquarelles et de gravures en couleurs pour l'Exposition Historique d'Architecture de Saint-Pétersbourg qui se déroule au rez-de-chaussée du palais de l'Académie Impériale des Beaux Arts.
Après la révolution de 1917, Wladimir devient conservateur du musée de l'Ermitage à Saint-Pétersbourg ,.

## Vie à Paris
Il était déjà recensé en 1910, 1911 et entre 1915 et 1918 comme étant attaché (et/ou second secrétaire) à l'ambassade de Russie à Paris, il habitait, à ce moment-là, rue François Ier dans le VIIIe arrondissement de la capitale où il possédait un Hotel particulier,.
En 1921, il continue sa collecte de collections d'art à Paris. Membre fondateur de l'Association des musées russes ( 1930 ), membre du Comité central Pouchkine à Paris ( 1935 - 1937 ), il organise en 1937 à Paris l'exposition "Pouchkine et son temps". En 1934, le Louvre a fait don de peintures de l'artiste Gayero du XVIIe siècle issues de sa collection personnelle.
Entre 1922 et 1928 il échangeait des courriers avec Pablo Picasso.
Il a donné ou vendu des œuvres au British Museum aux alentours de 1929 .
Il fit don de d'un dessin Paysage de Guillerot. au musée du Louvre le 10 août 1934. (2 p.)
Wladimir Argoutinsky-Dolgoroukoff est décédé dans son domicile, rue François Ier, à Paris le 9 décembre 1941 et a été enterré au cimetière russe de Sainte-Geneviève-des-Bois, .